# Blenhorst
Blenhorst ist ein Ortsteil der Gemeinde Balge im Landkreis Nienburg/Weser in Niedersachsen.

## Geografie
Blenhorst hat etwa 320 Einwohner (103 Häuser) und liegt etwa auf halbem Weg zwischen Hannover (65 km) und Bremen (55 km) in der Nähe von Nienburg/Weser auf einer durchschnittlichen Höhe von 36 m über NN. Lokal liegt der Ort im Dreieck zwischen den Ortsteilen Buchhorst, Buchholz und Dolldorf. Durch Blenhorst fließt der Blenhorster Bach.

## Geschichte
Schon 1842 wurde der Ort als Kuranstalt gegründet und war bis Ende 2010 Kurort. In einem Werbeprospekt aus den 1930er Jahren wurde über das damalige Kurbad geschrieben: "Schwefelquelle, Solquelle und das mit Schwefelwasser angereicherte Moor sind die natürlichen Heilmittel von Blenhorst.
Es ist das wohl kleinste Moorbad in Deutschland. Das dickbreiige Moor wird vor Ort gewonnen und mit Solequellwasser vermischt. Der langsame Wärmeeinfluss in den Körper ist um das 7fache höher gegenüber einem wässrigen Moorbad.
Die Legende sagt, dass 1840 ein Schäfer die salzhaltigen und nach Schwefel riechenden Quellen
entdeckte. Er badete mehrfach darin und im Herbst waren seine Zipperlein verschwunden.
Der damalige Kreisphysikus stellte fest, dass es sich um Heilwasser handelt und sorgte für die
ersten Badeeinrichtungen.
Blenhorst bildete seit dem 19. Jahrhundert zusammen mit den Nachbardörfern Buchholz und Dolldorf eine Gemeinde, die zunächst Blenhorst hieß, später in Dolldorf umbenannt wurde und nach dem Zweiten Weltkrieg wieder Blenhorst hieß.
Am 1. März 1974 wurden die Gemeinden Balge, Blenhorst, Bötenberg, Buchhorst, Holzbalge, Mehlbergen und Sebbenhausen zu einer neuen Gemeinde zusammengeschlossen. Diese erhielt den Namen Blenhorst. Am 23. Januar 1976 wurde ihr Name amtlich in Balge geändert.

## Kultur und Sehenswertes

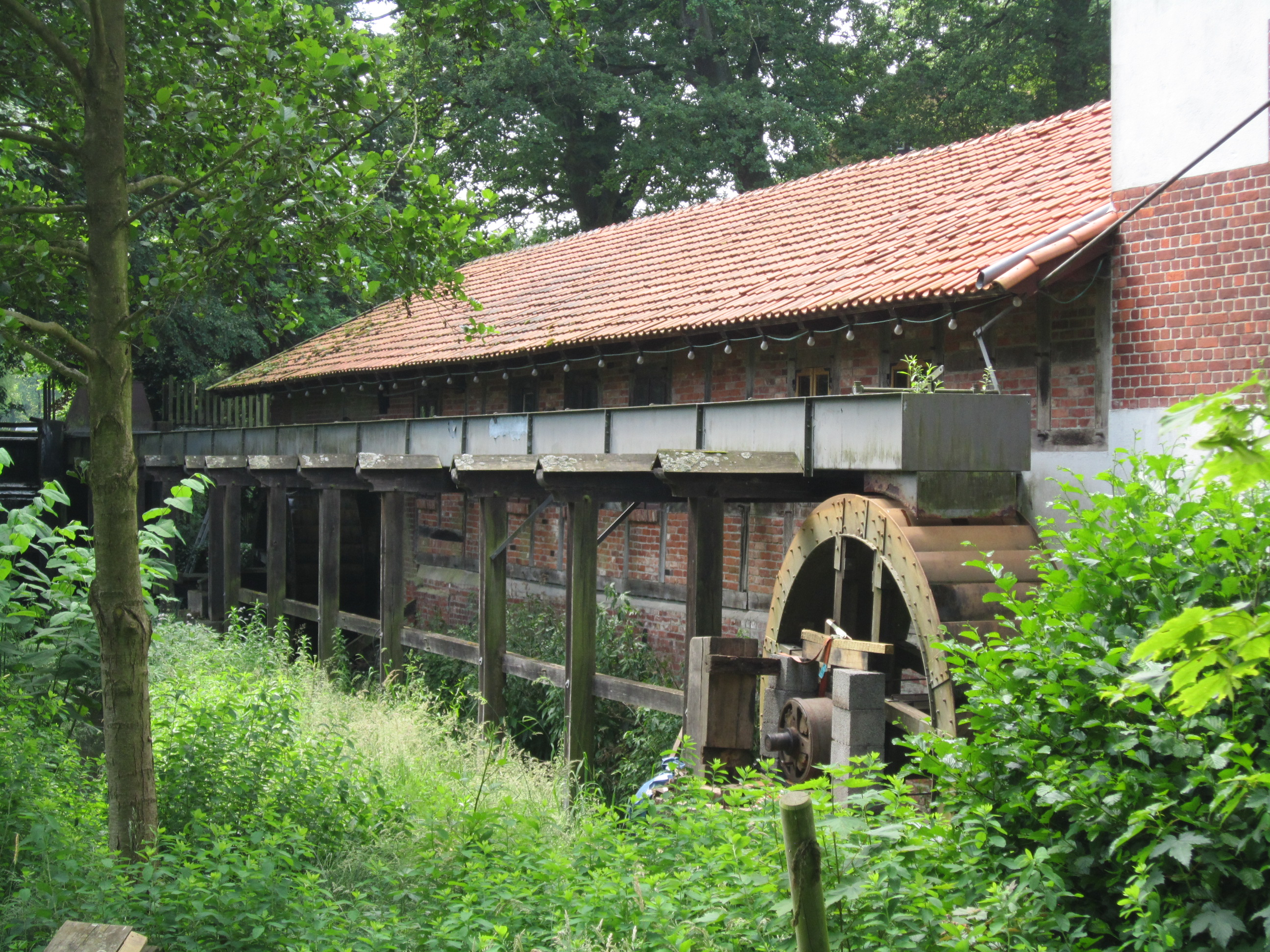
Wassermühle Blenhorst

- 1550 wurde eine Blenhorster Mühle erstmals erwähnt. 
  - Die 1769 errichtete Blenhorster Säge- und Mahlmühle am Blenhorster Bach besitzt zwei Wasserräder, ein oberschlächtiges und ein unterschlächtiges.[7] Heute ist sie als Getreide- und Sägemühle wieder voll funktionsfähig hergerichtet. Es gibt die Möglichkeit sich hier trauen zu lassen.[8]
  - Die Wassermühle Blenhorst mit dem viergeschossigen Mühlengebäude wurde 1908 gebaut. Heute ist hier u. a. ein Café.
- Der Ort verfügt über ein Kneippbecken zum Wassertreten innerhalb des naturbelassenen Kurparks.